# 国鉄シ1形貨車
国鉄シ1形貨車（こくてつシ1がたかしゃ）は、1921年（大正10年）から1957年（昭和32年）にかけて製作された10トン・12トン積み低床式大物車である。大正期には明治44年称号規程のホシウ70形に分類されていたが、同形式の18両のうち、車体長と搭載荷重により昭和3年称号規程で区分した6両が本形式とされた。また、同称号規程制定後に3両が新造されている。この記事では、本形式のうち6両が1968年10月ダイヤ改正（ヨンサントオ）実施に伴う65 km/h制限適用により編入された国鉄シ200形貨車についても説明する。

## 背景
それまでの4輪単車のような鉄道車両は、メーカーから納入先へ輸送するに際して主に長物車を用いていたが、ボギー車化の進展などに伴って、その床下機器などが支障するようになってきた。シ1形は、この床下機器等を回避するために低床部を設けたのが特徴であるが、低床式といいながら、大正期に製造されたものでは、この低床部に荷重を掛けることはできなかった。

## シ1形の各タイプ
シ1形は大きく4つのグループに分けられる。いずれも鉄道車両メーカーが自社で製作し所有していた、鉄道車両輸送用の車両であった。

### シ1 - シ4
シ1 - シ4の4両は、ホシウ70形のホシウ74 - ホシウ77として1921年（大正10年）10月に製造された。汽車製造東京支店製作・所有の私有貨車であった。全長15,611 mm（車体長14,935mm）、荷重10 tで、車体は鋲接で組み立てられていた。車体補強のためのトラス棒を備えている。当初は側ブレーキのみであったが、1962年（昭和37年）頃に改造されて空気ブレーキが取り付けられた。常備駅は錦糸町駅・安治川口駅・小名木川駅などであった。ヨンサントオに伴い、旧式台車を装備するこのタイプは75 km/h走行への対応不可とされて、シ200形のシ201 - シ204へ編入された。末期には新幹線車両輸送の控車（遊車）として用いられていたが1969年（昭和44年）4月9日及び1970年（昭和45年）8月21日の二回に分けて全車が廃車となった。

### シ5・シ6
シ5・シ6の2両は、ホシウ70形ホシウ78・79として1922年（大正11年）8月に製造された。川崎造船所（1929年（昭和4年）から川崎車輛）製作・所有の私有貨車であった。特徴はシ1 - シ4と類似であるが、こちらは荷重は12 tであった。常備駅は兵庫駅であった。同様にヨンサントオに際してシ200形に編入されてシ205・シ206となったが、1972年（昭和47年）1月20日に2両とも廃車となった。

### シ7・シ8
シ7・シ8の2両は、1953年（昭和28年）6月30日に製造された。ナニワ工機製作・所有の私有貨車であった。全長15,800 mm（車体長15,000mm）、荷重10 tで、大正期の2グループと異なり溶接で車体を組み立てていた。魚腹形の台枠を備えており、トラス棒はない。また、TR41C台車を装備していた。ヨンサントオに際しては75 km/hに最高速度を向上され、前の2グループのようにシ200形へ編入されることはなかった。常備駅は尼崎駅であった。国鉄分割民営化が実施された1987年4月以降は日本貨物鉄道（JR貨物）に継承され、1992年（平成4年）5月に2両とも廃車となった。

### シ9
シ9は、1957年（昭和32年）7月17日に製造された。東洋工機の製作・所有の私有貨車であった。シ7・シ8と基本的な仕様は同一であるが、細部が異なっていた。同様にヨンサントオに際して75 km/h対応となって、シ200形へは編入されなかった。常備駅は平塚駅であった。1972年（昭和47年）8月16日に廃車となった。